# Yasiel Puig
Yasiel Puig Valdes (né le 7 décembre 1990 à Cienfuegos, Cuba) est un joueur de champ extérieur de baseball évoluant avec El Águila de Veracruz de la Ligue mexicaine de baseball.

## Biographie

### Cuba
Yasiel Puig joue pour l'équipe nationale de Cuba qui remporte la médaille de bronze au Championnat du monde de baseball junior en 2008. 
Il s'aligne avec les Elefantes de Cienfuegos, le club de sa ville natale, en Serie Nacional, durant la saison 2008-2009. En 2009-2010, il s'illustre avec une moyenne de ,330 en 327 présences au bâton, 18 circuits, 47 points produits et 78 points marqués pour les Elefantes,. Il joue aussi pour l'équipe de Cuba qui termine deuxième au tournoi World Port 2011 disputé à Rotterdam, aux Pays-Bas. En 2011 et 2012, il ne joue pas avec le club de Cienfugos après avoir été banni par la ligue, présumément parce qu'il est suspecté de vouloir faire défection de Cuba. Selon Peter Bjarkman, auteur et expert du baseball cubain, ce serait une arrestation pour vol à l'étalage durant le séjour de l'équipe nationale à Rotterdam pour le tournoi World Port qui aurait entraîné des mesures disciplinaires et amené Puig à tenter de quitter son pays.
Au printemps 2012, Yasiel Puig, 21 ans, fait défection de Cuba et se réfugie au Mexique.

### Ligue majeure de baseball

#### Dodgers de Los Angeles
Le 28 juin 2012, Yasiel Puig signe un contrat de 42 millions de dollars US pour 7 ans avec les Dodgers de Los Angeles de la Ligue majeure de baseball. Il s'agit du contrat le plus généreux jamais accordé à un joueur cubain ayant fait défection, battant les 36 millions pour 4 ans reçus des Athletics d'Oakland par Yoenis Céspedes en février précédent. Puig est immédiatement assigné par les Dodgers à leur club-école de niveau recrues dans la Ligue de l'Arizona. 

#### Saison 2013

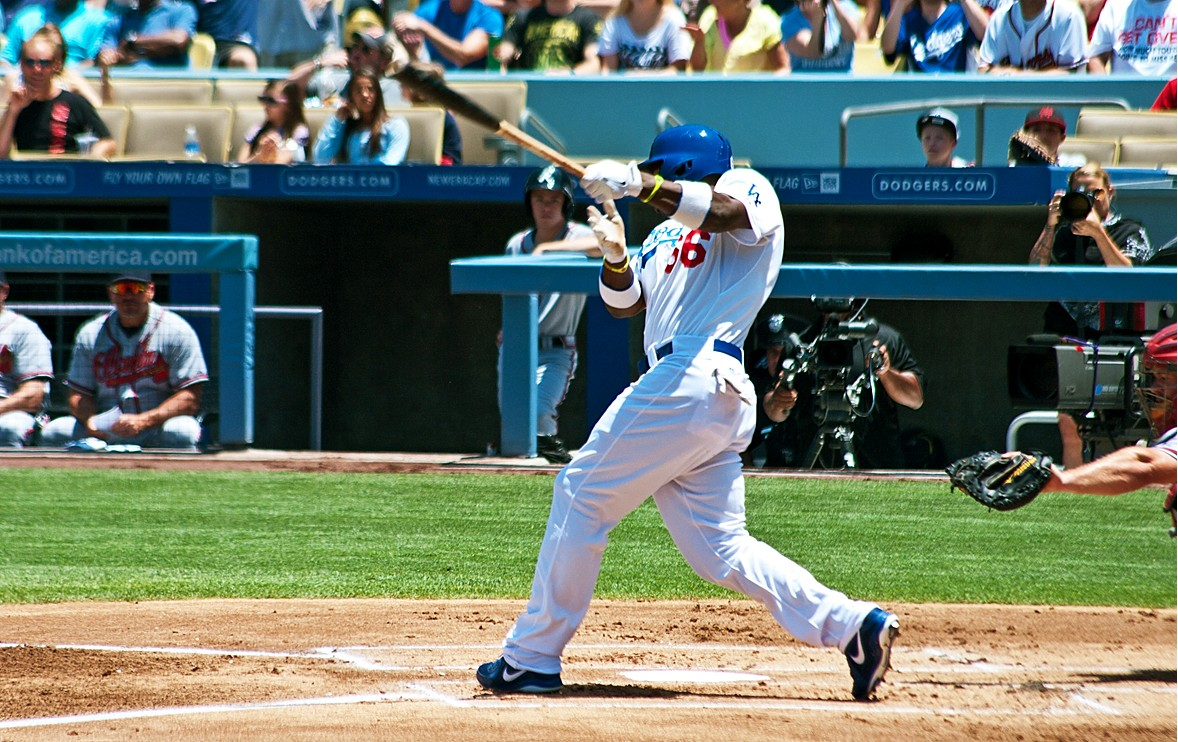
Yasiel Puig le 9 juin 2013.

Pour amorcer la saison 2013, Puig gradue au niveau Double-A des ligues mineures et s'aligne avec les Lookouts de Chattanooga de la Ligue Southern, où il frappe pour ,313 à ses 40 premières parties avec 8 circuits, 37 points produits, 46 points marqués et 13 buts volés.
Rappelé des ligues mineures, Yasiel Puig fait ses débuts dans le baseball majeur le 3 juin 2013 pour les Dodgers, à l'occasion de la visite des Padres de San Diego à Los Angeles. Il frappe deux coups sûrs en quatre présences au bâton à ce premier match. Son premier coup sûr est réussi à son tout premier passage au bâton et est frappé aux dépens du lanceur Eric Stults. Il met fin au match, remporté 2-1 par les Dodgers, en captant en neuvième manche une balle frappée au champ droit par Kyle Blanks puis en lançant au premier but pour retirer le coureur Chris Denorfia et ainsi compléter un double jeu. À son match suivant le 4 juin, Puig frappe contre les Padres ses deux premiers coups de circuit en carrière, face aux lanceurs Clayton Richard et Tyson Ross, respectivement. Il n'est que le 16e joueur des majeures depuis 1916 à réussir un match de plusieurs circuits si tôt dans sa carrière, le premier depuis Manny Machado à son second match lui aussi le 10 août 2012 et le premier des Dodgers depuis Charlie Gilbert qui avait claqué deux longues balles à sa 3e partie jouée en carrière durant la saison 1940. Il devient ensuite le 2e joueur à peine depuis 1900 à compter 4 circuits à ses 5 premiers matchs en carrière, l'autre étant Mike Jacobs en 2005. Il est nommé joueur de la semaine dans la Ligue nationale de baseball à sa première semaine dans les grandes ligues. Avec 44 coups sûrs en juin 2013, Puig réalise la deuxième meilleure performance de l'histoire pour un joueur recrue à son premier mois dans les majeures, battu seulement par les 48 coups sûrs de Joe DiMaggio en mai 1936 avec les Yankees de New York,. Sans surprise, il est nommé meilleure recrue de juin dans la Ligue nationale et décroche également le titre de joueur du mois grâce notamment à sa moyenne au bâton de ,436, une moyenne de présence sur les buts de ,467 et une moyenne de puissance de ,713.

#### Saison 2014

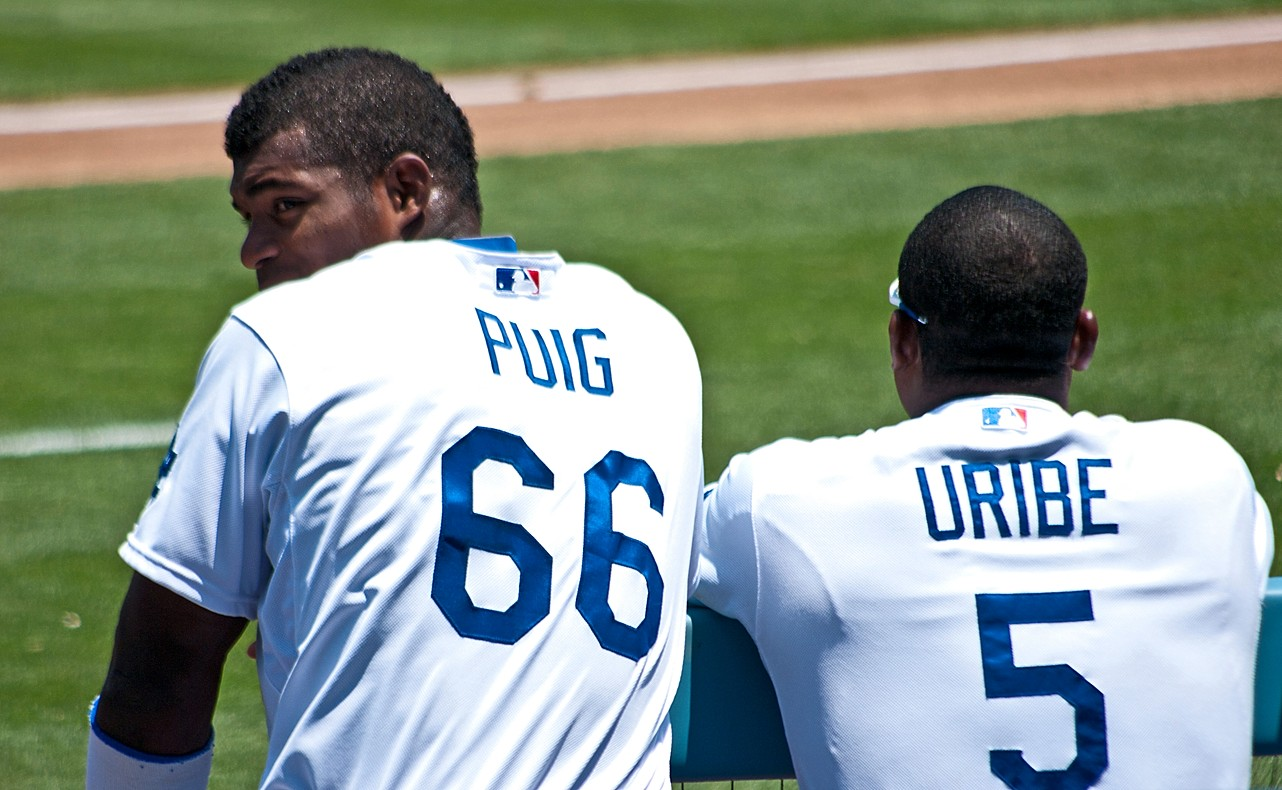
Yasiel Puig et son coéquipier Juan Uribe en 2013.

Pour la seconde fois de sa jeune carrière, Yaseil Puig est élu meilleur joueur du mois dans la Ligue nationale. Il reçoit l'honneur pour mai 2014 après avoir mené les majeures pour la moyenne au bâton (,398), fort d'un record d'équipe pour le mois de mai de 43 coups sûrs, et la moyenne de présence sur les buts (,492). Au cours du mois, il se rend sur les buts dans chacun de ses 28 matchs joués.
Il est voté sur l'équipe partante de la Ligue nationale pour le match des étoiles 2014.
Le 25 juillet 2014 contre San Francisco, Puig obtient un premier essai au champ centre. Dans ce match, il égale un record du baseball avec 3 triples en un match. Il est le premier à réussir la performance depuis Denard Span en 2010, le premier dans la Ligue nationale depuis Rafael Furcal en 2002 et le premier de la franchise des Dodgers depuis Jimmy Sheckard pour Brooklyn en 1901.